# 스테클로프 수학 연구소

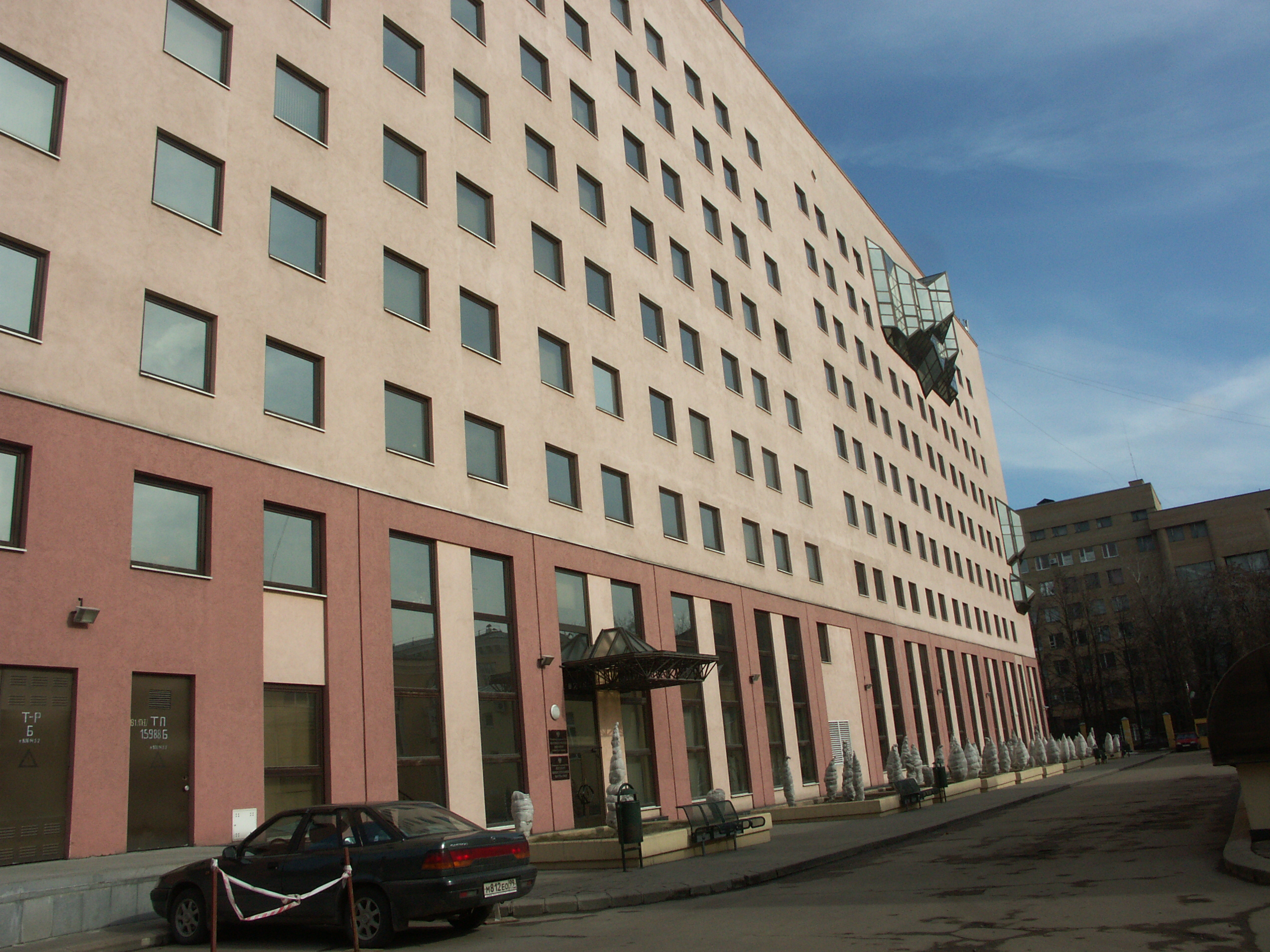
스테클로프 수학 연구소

스테클로프 수학 연구소(러시아어: Математический институт имени В.А.Стеклова, 영어: Steklov Institute of Mathematics)는 러시아 모스크바에 위치한 수학 전문 연구소이다.
1919년 수학자 블라디미르 스테클로프(Владимир Андреевич Стеклов)가 레닌그라드에서 물리 수학 연구소를 설립하였으며 1934년 수학 분과의 연구소가 분리되어 모스크바로 옮겨져 지금의 스테클로프 수학 연구소가 성립하였다. 초대 연구소장은 이반 비노그라도프였다. 한편 레닌그라드에 남은 본래의 연구소는 상트페테르부르크 지부라는 이름으로 독립적인 기관으로서 존재하고 있다.